# 永野嚴雄
永野 嚴雄（ながの いづお、1918年3月20日 - 1981年10月8日）は、日本の弁護士、政治家。広島県知事（5-7代）。参議院議員（2期）

## 経歴
父は、戦後揃って政経財界で活躍した「永野六兄弟」の長兄で戦中戦後に国会議員を務めた永野護であった。旧制広島高校を経て1941年東京帝国大学法学部を卒業し司法試験に合格。すぐに海軍に入隊し1943年海軍主計大尉。戦後は東京地方検察庁検察官、法務総裁秘書官を歴任。
弁護士や会社経営を経て、広島県知事の大原博夫がスキャンダルで任期途中で辞任したため、1962年に行われた県知事選挙で当選した。3期（1962年5月29日 - 1973年11月10日）にわたり広島県知事を務めたが、この時期は高度経済成長もあり広島県の経済が発展した反面、公害問題も深刻になった。また島根県との合併を提言したが、構想から進展することは無かった。
知事離任の翌年の1974年に行われた第10回参議院議員通常選挙に広島県選挙区から立候補し初当選。1980年の第12回参議院議員通常選挙で再選したがその直後、健康診断として東京女子医科大学病院に入院中に脳梗塞を起こし、その後快方に向かいつつあり、機能回復のため静岡県田方郡韮山町の伊豆韮山温泉病院で療養していたが、1981年10月8日、心不全のため、同所で死去した。63歳没。翌9日、特旨を以て位六級を追陞され、死没日付をもって正七位から正四位勲二等に叙され、旭日重光章を追贈された。哀悼演説は同年11月13日、参議院本会議で藤田正明により行われた。墓所は築地本願寺和田堀廟所にある。
永野の死去に伴う欠員補充の補欠選挙は同年11月に行われ、永野の後継知事であった宮澤弘（宮澤喜一の弟）が後継候補となり、当選している。